# Bakartxo Ruiz Jaso
Bakartxo Ruiz Jaso (Pamplona, 18 d'agost de 1977) és una filòloga i política nacionalista basca, diputada del Parlament de Navarra des del 2011, havent estat la candidata per Euskal Herria Bildu al Govern de Navarra a les eleccions de 2019. És germana de Zigor Ruiz Jaso, que va estar empresonat del 2007 al 2015 per ser membre de Segi.

## Trajectòria
Ruiz va estudiar a la ikastola Paz Ziganda d'Atarrabia i va acabar el batxillerat a la ikastola de San Fermin. Joseba Asiron, que més tard seria alcalde de Pamplona, en va ser professor i li va transmetre l'interès per la Història.
més endavant, va estudiar Filologia Basca a la Universitat del País Basc, a la Facultat de Lletres situada al campus d'Àlaba. Als 22 anys es va convertir en professora d'ensenyament secundari a la ikastola San Fermin de Pamplona, on prèviament havia estudiat com a alumna.
Amb anterioritat a la creació de Bildu, va ser coportaveu de diferents associacions com Hamaika Bil Gaitezen i Nafarroa aldatzen. D'aquestes plataformes va sorgir Herritarron Garaia que va ajudar a col·ligar Eusko Alkartasuna (EA) amb Bildu. El 3 d'abril de 2011, durant la presentació de la coalició, va ser una de les veus principals al costat de Pello Urizar (EA) i Oskar Matute (Alternatiba).
Durant la legislatura 2011-2015, va actuar com a portaveu del grup parlamentari, essent membre tant de la comissió permanent com de l'assemblea de portaveus. A més, va ser vicepresidenta del Consell d'Educació així com membre de les Comissions de Sanitat, Normativa i Règim Foral. Del 2014 al 2015, va ser membre del Comitè Informatiu i del Comitè Especial de Política Integradora de Discapacitat.
A les eleccions generals espanyoles de 2015, Euskal Herria Bildu va ser la quarta força a Navarra, tot i no obtenir representació al Congrés dels Diputats, amb 34.856 vots (9,9%). Uns mesos després, en la repetició electoral de juny de 2016, Ruiz va ser la cap de llista per al Congrés per la circumscripció de Navarra, essent de nou la quarta força amb el 9,38% dels vots.
Ruiz va continuar essent diputada foral després de renovar el seu escó a les eleccions del 2015, ocupant el quart lloc de la llista d'EH Bildu, en què s'alternaven membres de Sortu, EA i Aralar, en una candidatura encapçalada per Adolfo Araiz. EH Bildu va obtenir el 14,5% dels sufragis i vuit escons. EH Bildu va donar suport al govern d'Uxue Barkos, de Geroa Bai, juntament amb Ahal Dugu i Izquierda-Ezkerra. Ruiz va ser una de les representants d'EH Bildu en les reunions dels quatre partits per arribar a un acord programàtic. Durant aquella legislatura va ser presidenta de la Comissió de Drets Socials i va integrar les comissions de Salut i Relacions Institucionals i Ciutadania. També va ser suplent del comitè d'investigació sobre la planta de biogàs d'Ultzama.
El 2018 es va presentar com a candidata d'EH Bildu a la presidència de Navarra per a les eleccions de l'any següent. En els comicis del 26 de maig del 2019, EH Bildu va quedar en quarta posició, augmentant el nombre de vots fins als 50.631 (14,54%) però perdent un escó respecte del 2015. Quan María Chivite del Partit Socialista de Navarra (PSN) va ser proposada per assumir la presidència de Navarra, EH Bildu va consultar la seva militància sobre el sentit del vot dels set diputats. Tot i la negativa en bloc en la primera votació, amb el vot afirmatiu de la militància (prop del 75%), en la segona votació EH Bildu es va decantar per canviar el vot de cinc diputats cap a l'abstenció (els altres dos es van mantenir en el vot negatiu), facilitant així que Chivite fos elegida com a presidenta del Govern de Navarra.